# Sloan (grup de música)
Sloan és un quartet de rock alternatiu inspirat en el power pop provinents de Halifax, Nova Escòcia, Canadà. El conjunt es va formar en 1991 quan Chris Murphy i Andrew Scott es van conèixer al Nova Scotia College of Art and Design (NSCAD) a Halifax; Patrick Pentland i Jay Ferguson es van unir més tard. En 1992 el conjunt creà la seua pròpia discogràfica, Murderecords, per a ells mateixos i altres conjunt de l'àrea de Halifax, quan van editar Peppermint EP. Després van poder editar el seu primer àlbum Smeared en Geffen Records.

## Origen del nom
Segons la pàgina web oficial de Sloan, el nom del grup ve del malnom d'un amic. El seu amic Jason Larsen Arxivat 2018-08-25 a Wayback Machine. era anomenat "slow one" (lent) pel seu cap que era francoparlant, que pel seu accent sonava "Sloan". L'agraïment del seu primer disc va ser a l'amic que, amb el seu malnom, es va poder anomenar a la formació.

## Geffen
En 1994 Geffen no va promocionar el segon disc de Sloan, Twice Removed, malgrat es venguera bé al Canadà. Spin Magazine el va anomenar un dels "Millors àlbums que no has escoltat" ("Best Albums You Didn't Hear") en 1994. A més, va ser nomenat dues vegades com al millor àlbum canadenc mai enregistrat en una enquesta de lectors per la revista canadenca Chart a 1996 i a 2005.
Després d'haver caigut de la graella de Geffen, la formació es va prendre un respir i es va rumorejar el que la formació s'havia dissolt, però el 1996 van editar el seu gran lloat One Chord to Another a la seua pròpia discogràfica Murderecords. Van continuar fent discs, incloent l'àlbum en directe de 1999 4 Nights at the Palais Royale. En 2003, van editar el seu seté àlbum, Action Pact. Ara tenen un tracte discogràfic als Estats Units amb Koch Records.

## Composició
Tots el quatre membres de Sloan escriuen les seues pròpies cançons, i quan toquen es canvien els intruments. Murphy toca el baix normalment però també toca sovint la guitarra o la bateria. Pentland toca la guitarra i alguna vegada el baix. Scott toca la bateria, el teclat, i la guitarra. Ferguson toca la guitarra i el baix and alguna vegada els teclats. Murphy i Pentland fan la majoria de les veus principals, generalment de les cançons que ells componen. Encara que Murphy va escriure la major part de les cançons al començament del grup, en la majoria dels discs d'ara tots els membres contribueixen. Tot i això, Scott no té cap cançó a Action Pact.

## A Sides Win: Singles 1992-2005
A Sides Win: Singles 1992-2005, incloent dues noves cançons, "All Used Up" i "Try to Make It", va ser posat a la venda el 3 de maig del 2005. El pack incloïa un DVD amb video-clips i actuacions en directe de cada cançó del disc i un documental de com es van fer els videos.

## Never Hear the End of It
El nou disc de Sloan Never Hear the End of It va ser posat a la venda el 19 de setembre del 2006. Com diu la pàgina web oficial, tots els membres de Sloan han contribuït amb 30 cançons per a ser escollides per al nou àlbum, totes posades al disc. El seu primer single del nou disc "Who Taught You To Live Like That?" va ser posat a la venda el 18 de juliol del 2006.

## Parallel Play
Parallel Play va ser el nové àlbum d'estudi i va ser tret al mercat el 10 de juny de 2008. És el disc més curt de la discografia; el disc anterior va ser el més llarg. El primer senzill del disc va ser "Believe in Me".

## Discografia
- 1992 - Peppermint EP
- 1993 - Smeared
- 1994 - Twice Removed
- 1996 - One Chord to Another
- 1996 - Live at a Sloan Party! (rare)
- 1998 - Navy Blues
- 1999 - 4 Nights at the Palais Royale
- 1999 - Between the Bridges
- 2001 - Pretty Together
- 2003 - Action Pact
- 2005 - A Sides Win: Singles 1992-2005
- 2006 - Never Hear the End of It
- 2008 - Parallel Play
- 2011 - The Double Cross